# Lycodes lavalaei
Lycodes lavalaei är en fiskart som beskrevs av Vadim Dmitrij Vladykov och Tremblay, 1936. Lycodes lavalaei ingår i släktet Lycodes och familjen tånglakefiskar. Inga underarter finns listade i Catalogue of Life.